# Чемпионат мира по русским шашкам 1998
VI-й Чемпионат мира по русским шашкам по версии Международной ассоциации русских шашек прошёл в Грозном (Чеченская Республика Ичкерия) с 19 августа по 3 сентября 1998 года.

## Подготовка к чемпионату
Решение о проведении чемпионата в Ичкерии было принято президентом Международной ассоциации русских шашек Романом Климашевым и руководителем чеченской федерации шахмат и шашек Шамилем Басаевым. На проведение чемпионата Басаевым из бюджета республики было выделено 100 тысяч долларов, из которых призовой фонд составил 45 тысяч. Для обеспечения безопасности участников были дополнительно привлечены сотрудники службы национальной безопасности и антитеррористического центра.
Басаев, который сам хорошо играл в шашки, на предложение принять участие в чемпионате ответил: «У нас же серьёзное мероприятие, а не шоу».

## Организация
В соревнованиях участвовали представители 10 стран Содружества Независимых Государств, а также Израиля, Германии, Прибалтики и Чечни. Турнир проходил в аэропорту Ханкала. На церемонии открытия присутствовали многие члены руководства непризнанного государства, для которых это стало возможностью заявить о себе.
Чемпионат мира стал первым в истории Чечни соревнованием такого уровня.

## Результаты соревнований[3]
|  | Золото                       | Серебро | Бронза                              |
|  | ---------------------------- | ------- | ----------------------------------- |
|  | Михаил Горюнов Марк Макрович |         | Владимир Лангин Муродулло Амриллаев |